# Andrena revelstokensis
Andrena revelstokensis är en biart som beskrevs av Henry Lorenz Viereck 1924. Andrena revelstokensis ingår i släktet sandbin, och familjen grävbin. Inga underarter finns listade i Catalogue of Life.